# Katharina Otto-Bernstein
Katharina Otto-Bernstein es una cineasta y productora nominada a los premios Emmy. También ha ejercido de dramaturga y de coreógrafa. Es conocida por The Price of Everything, Mapplethorpe: Look at the Pictures, Absolute Wilson, When Night Falls Over Moscow, The Need for Speed y Beautopia, así como por ser autora de las íntimas memorias del afamado director de teatro y ópera Robert Wilson, Absolute Wilson - La biografía.

## Trayectoria
| Año  |                                                                            | Tipo     | Comentarios                       | Ejerciendo de                    |
| ---- | -------------------------------------------------------------------------- | -------- | --------------------------------- | -------------------------------- |
| 1989 | Teething with Anger                                                        | Película |                                   | Actriz                           |
| 1990 | Coming Home                                                                | Película |                                   | Directora, Productora            |
| 1993 | The Need For Speed                                                         | Película |                                   | Guionista, Directora, Productora |
| 1993 | Industrialists Hall of Fame                                                | Película |                                   | Directora, Productora            |
| 1994 | The Second Greatest Story Ever Told                                        | Película |                                   | Directora, Productora            |
| 1994 | When Night Falls Over Moscow                                               | Película |                                   | Guionista, Directora             |
| 1998 | Beautopia                                                                  | Película |                                   | Guionista, Directora, Productora |
| 2006 | Absolute Wilson                                                            | Película |                                   | Directora, Productora            |
| 2006 | Absolute Wilson                                                            | Libro    | ISBN 9783791334509                | Autora                           |
| 2012 | The Watermill Center: A Laboratory for Performance, Robert Wilson’s Legacy | Libro    | ISBN 9783871350542                | Autora                           |
| 2013 | No Better Friend: Celebrities and the Dogs They Love                       | Libro    | ISBN 0762783745                   | Autora                           |
| 2013 | Armitage Gone!                                                             | Balett   | Fables for Global Warming Project | Dramaturga                       |
| 2016 | Mapplethorpe: Look at the Pictures                                         | Película |                                   | Productora                       |

## Premios
- Mapplethorpe: Look at the Pictures (2016) – nominada a los premios Primetime Emmy, premios de la Crítica Cinematográfica, Cinema Eye Honors, Grierson Awards y GLAAD Media Awards.
- Absolute Wilson (2006) – Ganadora del premio Cine Artístico del Año, Art Basel; nominada al premio del mejor documental, Festival Internacional de Cine de Varsovia.
- Beautopia (1998) – Premio al mejor documental, Festival Internacional de Cine de Chicago, 1998; nominado al Gran Premio, Festival de Cine de Sundance.
- Medalla al logro del programa de Alumni de la Universidad de Columbia (2009).